# 광역급행철도
광역급행철도(廣域急行鐵道)는 하나의 시·도에 국한되지 않고, 2개 이상의 도시 내 거점들을 연결하여 일상적인 교통수요를 처리하며, 고속의 운행 서비스(100km/h 이상)로 교통 혼잡을 줄이고 통근시간을 단축시키는 효율적인 교통망 체계를 구축하기 위한 도시철도 또는 철도를 뜻한다.

## 등장 배경

### 도시의 확장과 대중교통 수단 확충에 대한 필요성
도시는 인간의 정치, 경제, 사회적인 활동 무대가 되는 장소로, 인구의 집중으로 인해 도시 공간이 외연적으로 확장되면서 도시 주변의 지역이 점점 도시적 특성을 띄게 된다. 대한민국의 경우 1970년에 인구 기준으로 50.1%이던 도시화율은 1999년 87.1%로 증가하였다. 도시가 공간적으로 확대됨에 따라 확대된 도시 내의 자원과 역량을 원활하게 소통시키는 교통 인프라에 대한 수요가 발생한다.

### 도로 교통의 한계
대도시의 교통수단은 크게 철도, 버스, 승용차로 나뉘는데, 도로를 사용하는 버스와 승용차는 수시성, 수의성, 프라이버시 확보라는 특성을, 철도는 대량수송성, 신뢰성, 경제성을 장점으로 갖고 있다. 지금까지 각 국가들은 도로를 지속적으로 확충하여 도로 중심의 대중교통 시스템을 구축해왔다. 그러나 대도시에서 교통수요를 승용차로 감당하기 위해 도로망을 계속적으로 확충하는 것은 거의 불가능하다.  도로 중심의 교통 시스템은 결국 도로 혼잡과 교통사고, 환경 오염 등 사회경제적 비용을 유발하여 도시 생활에 있어 교통의 측면 뿐 아니라 사회경제적 측면으로 심각한 영향을 끼치고 있다. 확충된 도로는 교통 수요를 만족시키는 것이 아니라 오히려 새로운 도로 이용자를 양산하는 결과를 초래한다는 이론도 있다. 앤서니 다운스(Anthony Downs)는 다운스-톰슨의 역설(Downs-Thompson's Paradox)을 통해 ‘도로는 건설하면 할수록 유발 교통량으로 인해 혼잡이 오히려 늘어난다’라고 설명한다. 대한민국 수도권의 경우, 서울특별시의 도로 연장길이는 증가 추세임에도, 도심 주행 속도는 -4.2%로 감소하는 추세이다.

### 교통수단에 대한 친환경적 패러다임의 부각
전 지구적 차원의 기후 변화 협약과 지속 가능한 발전에 대한 논의의 일환으로 친환경적인 대중교통의 필요성이 강조되고 있다. 이에 따라 OECD 가입국을 비롯하여 각 국가들과 대도시권에서는 대기오염 물질의 배출량을 줄이기 위해 대중교통 중심, 특히 철도 중심의 교통 정책을 계획, 진행하고 있다. 철도는 도로 교통 수단에 비해 친환경적인 교통수단으로 주목받고 있다. 자가용 승용차가 주행 km당 0.25gm의 질소산화물을 배출하는데 반해, 철도는 0.03gm을 배출하여 자가용 승용차의 1/8 수준이다. 또한 에너지 소비량 측면에서도 철도는 546Kcal/인-km를 필요로 하는 자가용 승용차의 약 1/6만을 사용하여 보다 친환경적인 교통수단으로 인정받고 있다.  그 외에도 철도는 도로 교통에 비해 약 1/6에 해당하는 면적만을 사용하여 이용할 수 있고, 교통사고 발생건수도 자가용 승용차에 비해 1/1500 수준으로 적다. 이러한 점을 비용으로 환산하면, 대한민국의 도로 교통에서 발생되는 사회적 비용은 48.4조원이지만, 철도는 도로의 2.4%인 1조 2천억원에 불과하다.

## 광역급행철도의 예

### RER
프랑스 파리의 광역급행철도인 RER은 파리와 일드프랑스(Ile de France)라 불리는 주변 7개 지역을 연결하는 철도망이다. 1965년부터 건설되기 시작하여 2003년 개통된 E노선을 포함한 A,B,C,D,E 5개 노선으로 구성된다. 역간 거리는 평균 2.3km로 E선의 경우 71km/h의 속도로 운영되며, 파리 시내 지하철인 파리 메트로와의 환승 시스템을 통해 파리 도심과 외곽을 오가는 사람의 70%가 이용하고 있다. 프랑스 정부는 수도인 파리와 외곽 지역인 일드프랑스를 통합 발전시킨다는 전략인 ‘그랑파리 프로젝트’를 발표하였으며, 이를 위해 파리와 일드프랑스를 30분내에 연결하는 고속순환열차와 신규 RER 건설 등 대중교통 인프라에 10년간 350억 유로의 대규모 투자를 할 계획이다.

### 크로스레일
런던의 교통상황을 개선하고 런던권의 경제성장을 위해 2017년 개통을 목표로 제안된 광역철도이다. 런던과 그 주변 지역은 2016년까지 820만으로 증가할 것으로 예상되며, 기존의 국가철도(National Rail)와 지하철(London Underground)만으로는 영국 런던의 대중교통 수요를 감당할 수 없을 것으로 예상된다. 영국 정부는 확장되는 런던권 내의 거점 간 연계성을 높이고 런던으로 출퇴근하는 유동인구의 편리성을 제고하기 위해 Crossrail 건설을 제안하였다. 도심의 복잡함을 줄이기 위해 도심 지역은 지하 60m로 공사하고 시 외곽은 지상노선으로 건설할 예정이다. Crossrail은 메이든헤드역(Maidenhead)~아비우드역(Abbey wood), 메이든헤드역(Maidenhead)~쉔필드역(Shenfield)를 잇는 총 118.5km의 노선으로 제안되었으며, 100km/h의 운행속도로 런던권을 관통, 매일 150만명의 이용객에게 한 시간 내 통근생활권을 제공할 것으로 예상된다.

### 주강 삼각주 도시간 고속철도
광저우 지하철 18호선

### 신쾌속(JR 서일본)
오사카에서는 JR 서일본의 신쾌속이 광역급행철도 역할을 하고 있다. 신쾌속은 1970년에 게이한신 완행선 교토~니시아카시 구간에서 운행하기 시작했고, 지자체들의 연장 요구로 인해 노선망이 확대되면서 현재는 JR 고베선, JR 교토선, 아코선, 비와코선, 코세이선에서 운행하고 있고, 후쿠이현, 시가현, 교토부, 오사카부, 효고현까지 5개 도도부현을 통과한다. 신쾌속은 RER과 크로스레일과 달리 전 구간에서 기존선을 이용하지만, 평균속도는 훨씬 높아서 90km/h에 육박한다. 신쾌속 덕분에 시가현은 케이한신의 베드타운이 되었고, 케이한신권의 주요 거점인 오사카 우메다, 고베 산노미야 그리고 교토 사이의 통행 시간이 20분대로 단축되었다.

### 수도권 광역급행철도(GTX)
대한민국 수도권의 교통난 해소와 장거리 통근자들의 교통 복지 제고를 위해 수도권 외곽에서 서울특별시 도심 주요 3개 거점역인 서울역, 청량리역, 삼성역을 방사형으로 교차하여 30분대에 연결할 수 있도록 계획중인 광역급행철도이다.